# Rhamphomyia tumiditarsis
Rhamphomyia tumiditarsis är en tvåvingeart som beskrevs av Oldenberg 1917. Rhamphomyia tumiditarsis ingår i släktet Rhamphomyia och familjen dansflugor. Inga underarter finns listade i Catalogue of Life.